# Escarabajosa de Cabezas
Escarabajosa de Cabezas ist ein Ort und eine Gemeinde (municipio) mit 276 Einwohnern (Stand: 2024) in der zentralspanischen Provinz Segovia in der Autonomen Region Kastilien-León. 

## Lage und Klima
Escarabajosa de Cabezas liegt in der kastilischen Meseta in ca. 885 m Höhe ungefähr 18 Kilometer (Fahrtstrecke) nordnordwestlich der Provinzhauptstadt Segovia. Das Klima ist gemäßigt bis warm; Regen (594 mm/Jahr) fällt mit Ausnahme der trockenen Sommermonate übers Jahr verteilt.

## Bevölkerungsentwicklung
| Jahr      | 1970 | 1981 | 1991 | 2001 | 2011 | 2021 |
| Einwohner | 515  | 424  | 408  | 369  | 335  | 289  |

## Sehenswürdigkeiten

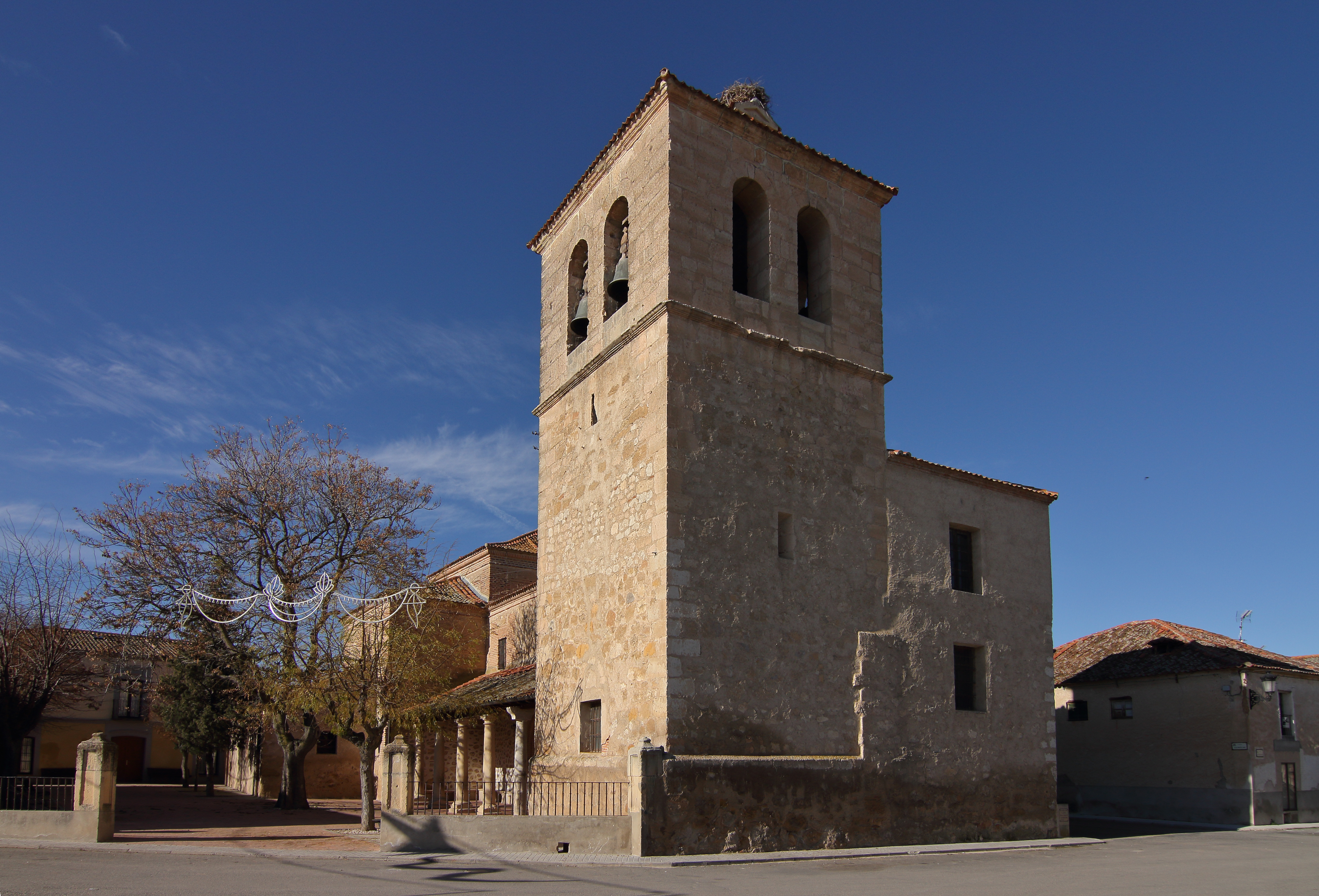
Benediktskirche
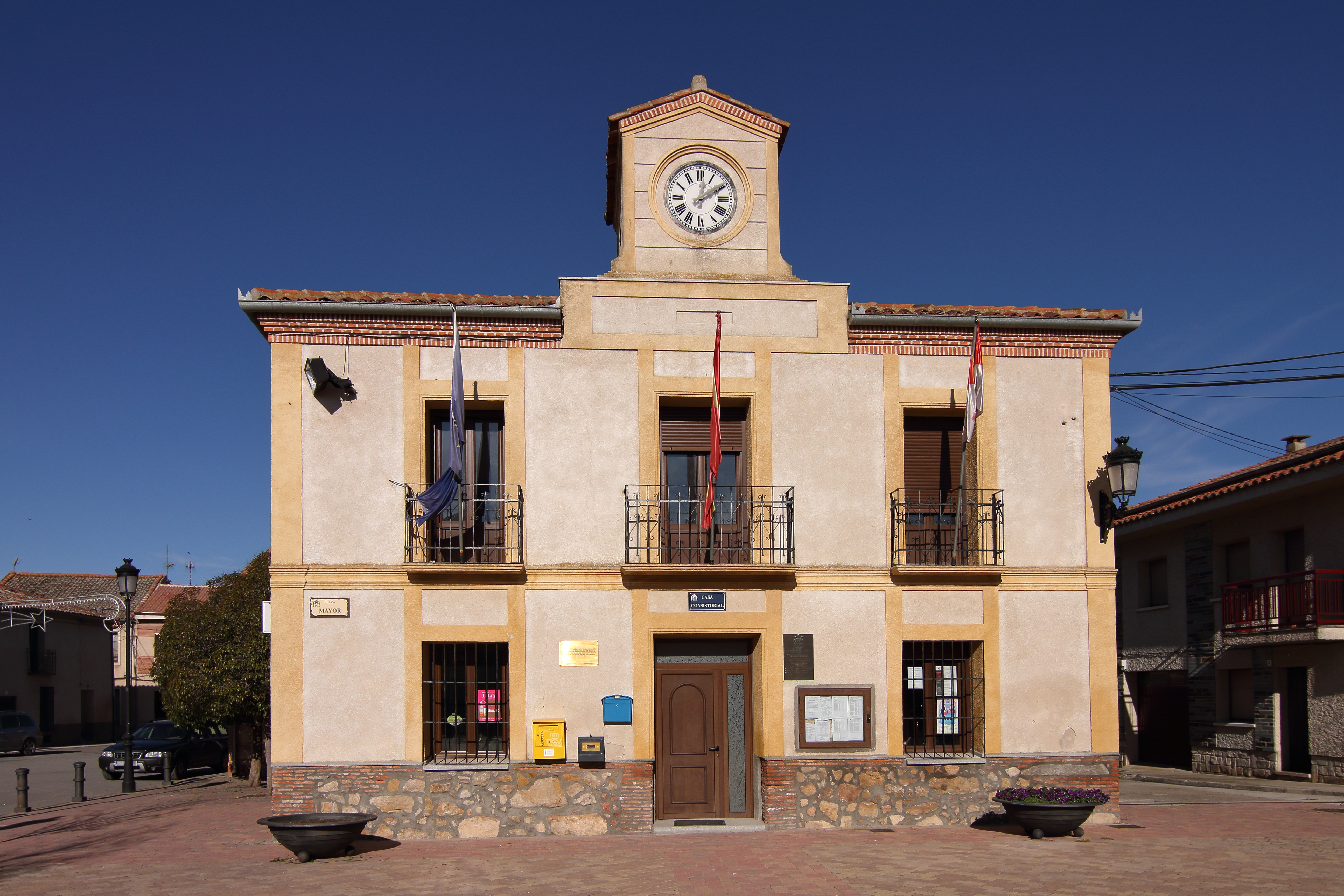
Rathaus

- Benediktskirche
- Rathaus